# Apiodiscus gillii
Apiodiscus gillii är en svampart som beskrevs av Petr. 1940. Apiodiscus gillii ingår i släktet Apiodiscus, ordningen Rhytismatales, klassen Leotiomycetes, divisionen sporsäcksvampar och riket svampar.   Inga underarter finns listade i Catalogue of Life.